# JK Narva Trans
Jalgpalliklubi Narva Trans (også kendt som Trans) er en estisk fodboldklub. Klubben har hjemme i Narva.

## Mesterskaber
- Meistriliiga (D1)
  - Vindere (0)
  - Andenplads (1): 2006

- Pokalturnering (3): 2001, 2019, 2023

## Historiske slutplaceringer
| Sæson   | Niveau | Liga         | Placering | Kilde  |
| ------- | ------ | ------------ | --------- | ------ |
| 1997-98 | 1.     | Meistriliiga | 4.        | [ 1 ]  |
| 1998    | 1.     | Meistriliiga | 4.        | [ 2 ]  |
| 1999    | 1.     | Meistriliiga | 4.        | [ 3 ]  |
| 2000    | 1.     | Meistriliiga | 5.        | [ 4 ]  |
| 2001    | 1.     | Meistriliiga | 4.        | [ 5 ]  |
| 2002.   | 1.     | Meistriliiga | 4.        | [ 6 ]  |
| 2003    | 1.     | Meistriliiga | 4.        | [ 7 ]  |
| 2004    | 1.     | Meistriliiga | 4.        | [ 8 ]  |
| 2005    | 1.     | Meistriliiga | 3.        | [ 9 ]  |
| 2006    | 1.     | Meistriliiga | 2.        | [ 10 ] |
| 2007    | 1.     | Meistriliiga | 4.        | [ 11 ] |
| 2008    | 1.     | Meistriliiga | 3.        | [ 12 ] |
| 2009    | 1.     | Meistriliiga | 3.        | [ 13 ] |
| 2010    | 1.     | Meistriliiga | 3.        | [ 14 ] |
| 2011    | 1.     | Meistriliiga | 3.        | [ 15 ] |
| 2012    | 1.     | Meistriliiga | 4.        | [ 16 ] |
| 2013    | 1.     | Meistriliiga | 7.        | [ 17 ] |
| 2014    | 1.     | Meistriliiga | 8.        | [ 18 ] |
| 2015    | 1.     | Meistriliiga | 6.        | [ 19 ] |
| 2016    | 1.     | Meistriliiga | 8.        | [ 20 ] |
| 2017    | 1.     | Meistriliiga | 5.        | [ 21 ] |
| 2018    | 1.     | Meistriliiga | 4.        | [ 22 ] |
| 2019    | 1.     | Meistriliiga | 6.        | [ 23 ] |
| 2020    | 1.     | Meistriliiga | 8.        | [ 24 ] |
| 2021    | 1.     | Meistriliiga | 6.        | [ 25 ] |
| 2022    | 1.     | Meistriliiga | 7.        | [ 26 ] |
| 2023    | 1.     | Meistriliiga | 8.        | [ 27 ] |
| 2024    | 1.     | Meistriliiga | 6.        | [ 28 ] |

## Klubfarver
| TRANS | TRANS |

## Nuværende trup
Pr. 10. april 2025.
| Nr. | Land         | Position | Spiller              |
| --- | ------------ | -------- | -------------------- |
| 2   | Estland      | FO       | Valeri Shantenkov    |
| 3   | Estland      | FO       | Denis Sibul          |
| 4   | Rusland      | FO       | Aleksandr Ivanyushin |
| 5   | Canada       | FO       | Cristian Campagna    |
| 7   | Portugal     | MI       | Afonso Correia       |
| 8   | Estland      | MI       | Stanislav Agaptsev   |
| 9   | Togo         | AN       | Josué Doké           |
| 10  | Burkina Faso | MI       | Pierre Landry Kabore |
| 11  | Ukraine      | AN       | Mykhaylo Kozhushko   |
| 12  | Brasilien    | FO       | Eriks Santos         |
| 13  | Estland      | FO       | Oleg Gonsevich       |
| 14  | Estland      | FO       | Aleksander Filatov   |
| 17  | Estland      | FO       | Artjom Škinjov       |

| Nr. | Land            | Position | Spiller            |
| --- | --------------- | -------- | ------------------ |
| 19  | Elfenbenskysten | MI       | Elysée (anfører)   |
| 21  | Estland         | FO       | Mark Maksimkin     |
| 22  | Estland         | MI       | Jegor Zuravljov    |
| 23  | Estland         | FO       | Aleksandr Jegorov  |
| 25  | Georgien        | FO       | Shalva Burjanadze  |
| 29  | Rusland         | AN       | Viktor Kudryashov  |
| 31  | Rusland         | MM       | Ilya Rebrik        |
| 32  | Ukraine         | FO       | Dmytro Bondar      |
| 35  | Estland         | MM       | Aleksandr Kraizmer |
| 47  | Estland         | AN       | Nikita Baljabkin   |
| 77  | Rusland         | MI       | Denis Polyakov     |
| 80  | Estland         | AN       | Sten Jakob viidas  |
| 88  | Estland         | MM       | Aleksei Matrossov  |